# 1944 (film)
1944, též 1944: Přinuceni k boji, je estonské válečné filmové drama z roku 2015, které režíroval Elmo Nüganen. Bylo vybráno jako kandidát za Estonsko na cenu Oscar za nejlepší cizojazyčný film, avšak nezískalo nominaci.
Film sleduje střetnutí Estonců, které naverbovala Rudá armáda, s Estonci, kteří vstoupili do Hitlerovy armády a bojovali za to, aby se neopakovaly hrůzy sovětské okupace. Žádná z mocností nenabízí Estoncům suverenitu bez zahraniční nadvlády.

## Děj
V roce 1944 vojáci estonské Waffen-SS odrážejí útoky Rudé armády, ovšem k Hitlerovi loajalitu necítí a naopak je jim k smíchu.
Sověti mají převahu pěchoty i tanků, a tak musí jednotka ustupovat skrze zástup civilních uprchlíků; nakonec je zdecimována vojáky estonského oddílu Rudé armády. Ti pak pohřbí mrtvá těla a voják Jüri nalezne u Karla, mrtvého Estonce z německé jednotky, neodeslaný dopis jeho sestře Aino z města Tallinnu. Když Sověti město dobyjí, doručí dopis osobně a k nelibosti sovětského politruka se s Aino spřátelí. Nedokáže jí ovšem přiznat, že Karla zastřelil v boji on sám.
Později jednotka zajme skupinu šestnáctiletých chlapců v německých uniformách. Politruk nařídí je postřílet, a když to Jüri odmítne, zastřelí jej. Politruka však ihned zastřelí Jüriho druzi. Jeden z nich u mrtvého Jüri nalezne dopis pro Aino, a když má později dovolenou, doručí jej osobně. Jüri se v něm přiznává, že Karla zastřelil on a že doufá v její odpuštění.

## Obsazení
| Kaspar Velberg           | Sturmmann Karl Tammik                      |
| Kristjan Üksküla         | Vrchní seržant Jüri Jõgi                   |
| Maiken Schmidt           | Aino Tammik                                |
| Gert Raudsep             | Oberscharführer Ants Saareste              |
| Ain Mäeots               | Kapitán Evald Viires                       |
| Peeter Tammearu          | Partorg (představitel komunistické strany) |
| Märt Pius a Priit Pius   | Bratři Käärové                             |
| Hendrik Toompere Jr. Jr. | Rottenführer Kristjan Põder                |
| Kristjan Sarv            | Abram Joffe                                |
| Rain Simmul              | Prohhor Sedõhh                             |
| Martin Mill              | Alfred Tuul                                |
| Ivo Uukkivi              | Rudolf Kask                                |
| Marko Leht               | Valter Hein                                |
| Mait Malmsten            | Vládní činitel                             |
| Magnús Mariuson          | Dán Carl                                   |
| Pääru Oja                | Sanitář Elmar Säinas                       |
| Külli Teetamm            | Matka s dětmi                              |
| Kristo Viiding           | Leonhard Talu                              |
| Karl-Andreas Kalmet      | Vladimir Kamenski                          |
| Henrik Kalmet            | Voldemar Piir                              |
| Priit Loog               | Paul Mets                                  |
| Priit Strandberg         | Lembit Raadik                              |
| Andero Ermel             | Oskar Lepik                                |
| Jaak Prints              | Richard Pastak                             |
| Tõnu Oja                 | Poručík Omakaitse                          |
| Anne Reemann             | Bojovnice Omakaitse                        |
| Anne Margiste            | Farmářka                                   |

## Ohlas
Na IMDb získal film vážený průměr 7.5 z 10 hlasováním 1005 uživatelů.
V Ruské federaci byl film zakázán.